# Tora e Piccilli
Tora e Piccilli è un comune italiano sparso di 740 abitanti della provincia di Caserta in Campania. Sede comunale è la frazione di Tora.

## Storia
Tora e Piccilli sorge lungo le pendici del complesso vulcanico di Roccamonfina, antichissima area eruttiva estintasi all'incirca 50 000 anni fa. Secondo Catone si deve ai Sanniti la fondazione del primo nucleo di costruzioni fortificate nella zona di Tora e Presenzano, identificate in seguito con la città di Rufrae. Le truppe romane ebbero il definitivo sopravvento su questi popoli nel III secolo a.C. ed iniziarono la colonizzazione di tutto il territorio campano. Subì tale sorte anche la città di Rufrae, di cui si trovano alcuni ruderi lungo la via Casilina fra Tora e Piccilli e Presenzano. Altri ritrovamenti nell'area del comune di Tora e Piccilli testimoniano l'esistenza di insediamenti agricoli chiamati "ville rustiche".

### Simboli
Lo stemma e il gonfalone del comune di Tora e Piccilli sono stati concessi con decreto del presidente della Repubblica n. 5112 del 12 ottobre 1987.
Il gonfalone è un drappo partito di giallo e di rosso.

## Monumenti e luoghi di interesse
- Torre medievale
- Chiesa di San Giovanni Apostolo
- Sito paleontologico chiamato Ciampate del Diavolo[6]
- Chiesa di San Simeone
- Convento di Sant'Antonio

## Società

### Evoluzione demografica
Abitanti censiti

## Cultura

### Eventi
- Festa di Sant'Antonio
- Festa di San Giovanni Apostolo (protettore di Piccilli)
- Festa di San Simeone (protettore di Tora)
- Assedio alla Torre Normanna: festa medievale la cui prima edizione si è svolta il 31 luglio 2010[10]
- Natale al Borgo (tradizionale fiera di Santa Lucia), la cui prima edizione si è svolta il 12 dicembre 2010 a cura dell'Associazione "Orme"[11]

## Infrastrutture e trasporti

### Strade
Il territorio comunale di Tora e Piccilli è interessato dalla strada statale 6 Via Casilina.

### Ferrovie
Il comune è servito dalla stazione di Tora-Presenzano, sulla linea Roma-Napoli via Cassino, situata a circa 4 km dalla frazione di Tora.

## Amministrazione
| Periodo | Periodo   | Primo cittadino      | Partito                                       | Carica                        | Note          |
| ------- | --------- | -------------------- | --------------------------------------------- | ----------------------------- | ------------- |
| 1988    | 1992      | Silvestro Grillo     | Democrazia Cristiana                          | Sindaco                       |               |
| 1992    | 1995      | Diego Colaccio       | Democrazia Cristiana                          | Sindaco                       |               |
| 1995    | 1996      | Geraldina Basilicata |                                               | Commissario                   |               |
| 1996    | 2000      | Diego Colaccio       | L'Ulivo                                       | Sindaco                       |               |
| 2000    | 2004      | Antonio Mammoli      | L'Ulivo                                       | Sindaco                       |               |
| 2004    | 2004      | Maria Luisa Fappiano |                                               | Commissario                   |               |
| 2004    | 2009      | Antonio Mammoli      | L'Ulivo                                       | Sindaco                       |               |
| 2009    | 2014      | Angelo De Simone     | Lista civica                                  | Sindaco                       |               |
| 2014    | 2019      | Natascia Valentino   | Lista civica                                  | Sindaco                       |               |
| 2019    | 2021      | Luciano Fatigati     | Lista civica                                  | Sindaco                       |               |
| 2021    | 2021      | Paola Ponticelli     |                                               | Commissario                   |               |
| 2021    | 2023      | Luciano Fatigati     | Lista civica "Continuità per Tora e Piccilli" | Sindaco                       | [ 14 ] [ 15 ] |
| 2023    | 2024      | Annarita Simone      | Lista civica "Continuità per Tora e Piccilli" | Vice-sindaco facente funzioni |               |
| 2024    | in carica | Vincenzo D'Agostino  | Lista civica "Tora e Piccilli rinasce"        | Sindaco                       | [ 1 ]         |